# Буньяку, Альбан
Альбан Буньяку (англ. Alban Bunjaku; 20 мая 1994, Ромфорд, Англия) — английский и косоварский футболист, выступал за сборную Косова.

## Клубная карьера
Родился в Лондоне, выступал за молодежную команду местного «Арсенал», к которой присоединился в 2002 году в возрасте восьми лет.
После того, как Альбан в 23 встречах забил 15 мячей за «Арсенал» до 18 лет, он сменил клуб на «Севилью». Сезон 2012/13 провёл в дубле, «Севилья Атлетико», выступающей в Сегунде Б. Дебютировал за команду 14 октября 2012 года, в матче против «Картахены», выйдя на замену на 89 минуте. Матч завершился ничьей 2:2. Первый гол забил 4 ноября того же года в матче против «Мелильи», принеся клубу гостевую победу со счётом 0:1.
10 июня 2014 года Буньяку вернулся в Англию и заключил двухлетний контракт с «Дерби Каунти». Главный тренер Стив Макларен сказал, что у игрока есть потенциал, чтобы преуспеть в «Дерби», учитывая его опыт, накопленный за выступления с «Арсеналом» и «Севильей Атлетико». Проводя время в основном в молодежной команде, Буньяку покинул клуб за несколько месяцев до окончания контракта, расторгнув контракт по обоюдному согласию сторон.
Новым клубом игрока стал нидерландский «Дордрехт», с которым он 18 января 2016 года заключил контракт. Дебютировал за команду в матче против «Эммен», выйдя на поле на 63 минуте матча. Этот матч завершился поражением со счётом 0:2.

## Карьера в сборной
В январе 2012 года СМИ сообщили, что Ассоциация футбола Албании пыталась убедить игрока присоединиться к своей сборной, поскольку Футбольная ассоциация Англии не подавала игроку запрос для его участия за сборную Англии. Игрок получил приглашению в юношескую сборную Албании после того, как английская сторона отказалась от его услуг.
В мае 2014 года Буньяку был вызван сборной Косова для участия в товарищеских матчах против Турции и Сенегала. 21 мая дебютировал за сборную в матче против Турции, выйдя на поле на 60 минуте матча. Эта встреча завершилась разгромным для Косова поражением — 1:6.